# علی‌مرتضی صمصام بختیاری
علی مرتضی صمصام بختیاری (۱۹۴۵–۳۰ اکتبر ۲۰۰۷) کارشناس ارشد شاغل در شرکت ملی نفت ایران بود. اخذ مدرک کارشناسی ارشد بختیاری، مقارن بود، با آغاز به کار شرکت ملی نفت ایران، در سال ۱۹۷۱ میلادی. او همچنین مشاور نفت مرکز تخلیه تجزیه و تحلیل نیز بوده‌است.
صمصام بختیاری، دکترای خود را در رشته مهندسی شیمی، از دانشگاه صنعتی زوریخ در شهر زوریخ، سوئیس دریافت نمود. او همچنین به صورت پاره وقت، مدرس دانشکده فنی، دانشگاه تهران بود.
علی مرتضی صمصام بختیاری، نوه صمصام‌السلطنه، صدراعظم ایران، در زمان احمدشاه قاجار و فرزند «مرتضی قلی خان صمصام»، آخرین ایلخان رسمی بختیاری، می‌باشد.
بختیاری نویسنده تعدادی از مقالات در مورد «قله‌ها و فرورفتگی‌ها» است، که این مقاله‌ها، عمومأ در مورد تاریخ ایران مدرن می‌باشند.
صمصام بختیاری در سال ۲۰۰۴، در فیلمی مستند، در ارتباط با موضوع «نفت در نقطه اوج»، حضور داشت. این فیلم، «پایان حومه‌نشینی» نام داشت و در کشور کانادا ساخته شده بود. کارگردان این فیلم، گریگوری گرین بود.
دکتر بختیاری، در تاریخ ۳۰ اکتبر ۲۰۰۷ و در اثر حمله قلبی، در شهر تهران، درگذشت.